# Южная провинция (Замбия)
Южная провинция (англ. Southern Province) — одна из 10 провинций Замбии. Административный центр — город Чома. До 2013 года центром провинции был город Ливингстон, недалеко от которого расположена главная туристическая достопримечательность страны — водопад Виктория и мост его имени.

## География
На юге граничит с Зимбабве, Ботсваной и Намибией, граница с которыми проходит по реке Замбези и озеру Кариба. Северную и северо-восточную границу с Центральной провинцией и провинцией Лусака образует река Кафуэ. Граница с Западной провинцией (на западе) проходит через тиковые леса возле города Мулобези.

## Население
По данным на 2010 год население провинции составляет 1 589 926 человек.

## Административное деление

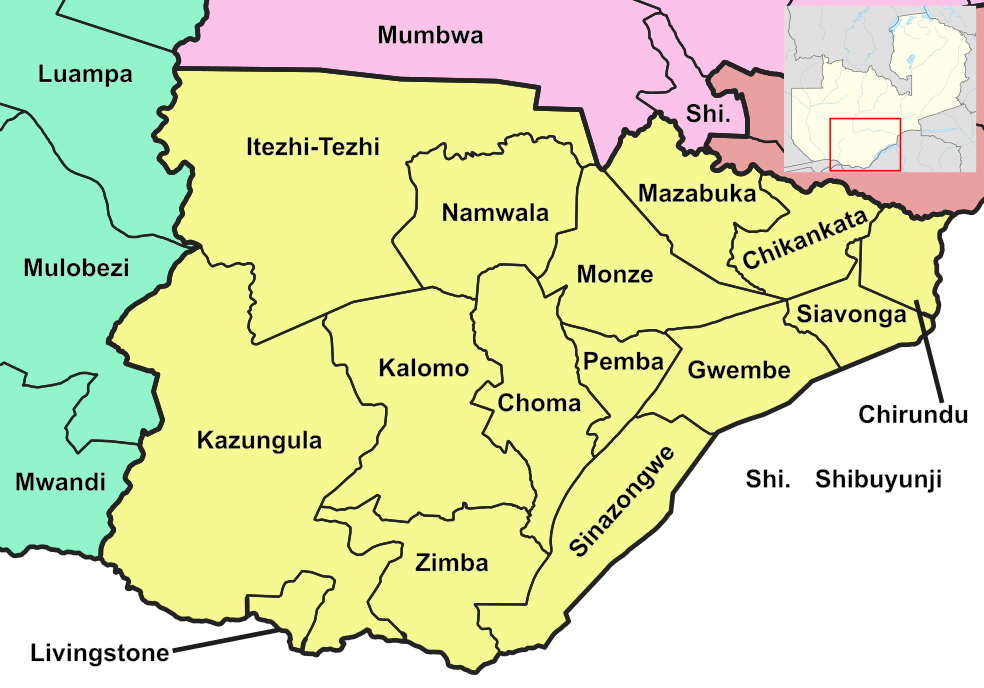
Районы Южной провинции Замбии

В административном отношении подразделяется на 15 районов:
- Чома
- Гвембе
- Казунгула
- Итежи-Тежи
- Каломо
- Ливингстон
- Мазабука
- Монзе
- Сиавонга
- Намвала
- Синазонгве

## Экономика
Южная провинция — крупнейший в Замбии сельскохозяйственный регион, производит большую часть урожая кукурузы. В районе Мазабука производится также большая часть сахара Замбии.